# Chrysolina janbechynei
Chrysolina janbechynei (лат.) — вид жуков подсемейства хризомелин семейства листоедов. Относится к подроду Chalcoidea. Ранее был известен как Chrysolina curvilinea.

## Описание
Жуки широкоовальной формы. Длина тела от 6,3 до 7,8 мм. Окраска тела изменчива: может быть полностью тёмно-бронзовой, или голова с переднеспинка тёмно-золотистая, или надкрылья чёрные со слабо голубым блеском. Усики коричневые, первый и второй членики красновато-коричневые. Питается на растениях семейства сложноцветных.

## Распространение
Распространён в центральной и южной части Испании.